# Найтс, Ирасто
Ирасто Найтс (англ. Irasto Knights; род. 17 декабря 1978, Морвант, Тринидад и Тобаго) — бывший тринидадский футболист, нападающий.

## Карьера

### Клубная
Начинал свою карьеру в тринидадском коллективе "Морва Каледония Юнайтед". В 1998 году после успешных выступлений в Карибском кубке форвард перебрался в США. Несколько лет Найтс играл за различные американские команды низших лиг. В 2003 году тринидадец завершил свою карьеру в перуанском клубе "Альянса Атлетико", за который он провел три матча.

### В сборной
За сборную Тринидада и Тобаго Найтс дебютировал 9 мая 1998 года в товарищеской встрече против Саудовской Аравии. В ней "воины сока" потерпели поражение со счетом 1:2, а форвард забил единственный мяч. Позднее нападающий успешно проявил себя на Карибском кубке, по итогам которого тринидадцы завоевали серебряные медали. Всего за национальную команду Найтс провел семь матчей, в которых забил шесть голов.

## Достижения
- Серебряный призер Карибского кубка (1): 1998.